# Provinční rekonstrukční tým
Provinční rekonstrukční tým (anglicky Provincial Reconstruction Team, PRT) je typicky posádka vojenské základny především ve spojení se skupinou civilních odborníků. Tyto armádou chráněné skupiny začala sestavovat americká vláda pro Afghánistán od roku 2002 a pak od roku 2008 i pro Irák. Ačkoli se konkrétní cíle každého týmu mohou lišit, obecně je cílem podpora místních společenství, zejména samosprávy. Ideálním výsledkem práce by pak byli noví rovnocenní partneři pro obchod a soužití, schopní se především postarat sami o sebe, o své obyvatele.
Od 19. března 2008 v Afghánistánu působí i český PRT v Lógaru, který svými aktivitami zasahuje i do Vardaku.

## Priority práce
PRT se soustředí na 3 priority:
- bezpečnost,
- podporu vlády a
- samotnou obnovu.

## Udržitelnost
Jedním z nutných kroků je položení základů pro udržitelný politicko-ekonomický rozvoj v příslušné provincii, asistence provinční vládě v napojení na vládu centrální a zahájení transformačního procesu PRT směrem k předávání zodpovědnosti místním partnerům. Právě předání odpovědnosti je klíčem k následnému uzavření mise a odchodu z provincie, proto je potřeba OMLT ISAF.

## Zásady působení PRT
Při přípravě, implementaci a vyhodnocení projektů se PRT soustředí především na:

### Udržitelnost
- Schopnost místních komunit dlouhodobě se starat o projekty vybudované PRT tak, aby to nekladlo nesplnitelné nároky na finanční či lidské zdroje.

Např. PRT preferuje rozšíření školy před stavbou nové, neboť si je vědom, že místní vláda nemá dostatek učitelů ani prostředky na vybavení nových budov, na platy učitelů, na údržbu a provoz nové budovy.

### Zjištění potřebnosti
- (tzv. needs assesment) - vlastním průzkumem v komunitách dokáží experti PRT rozlišit mezi reálnými potřebami komunity, kterým se v rámci projektů dále věnuje, a mezi seznamy projektů - tzv. wishlisty, které ovšem většinou nerespektují realitu v daných komunitách.

### Účast místních komunit
- PRT respektuje místní sociální strukturu a před zahájením projektů otevřeně jedná s komunitami a jejich představiteli;
- požaduje, aby se komunity podílely na rozhodovacím procesu a zajistily bezpečné prostředí pro realizaci projektu.

Tím vlastně vytváří potřebu místních pro vznik jejich samosprávy.

### Spolupráce s provinčními úřady
- PRT podporuje projekty vzešlé z oficiálních okresních rozvojových rad a provinčních rozvojových plánů a posiluje tím tak legitimitu místní vlády a zároveň důvěru obyvatel k ní.
- V rámci spolupráce zároveň zvyšuje schopnost úřadů plnit své základní funkce.

### Místní firmy a materiály
- PRT pro realizaci svých projektů zásadně využívá místní dodavatele, zadává zakázky místním firmám a využívá místní pracovní síly. Tímto podporuje místní ekonomiku a zaměstnanost.

### Dlouhodobý efekt
- PRT při výběru a následné realizaci projektu klade veliký důraz na dlouhodobá řešení.

Například dává přednost opravě školy před dodáním provizorního stanu, ačkoli by se v něm děti mohly začít učit dříve: Stan je jen prostředek, ne cíl.

### Transparentnost
- Během výběru a zadávání zakázek PRT postupuje dle jasně daných pravidel a zcela průhledně. Nastavuje takto standardy etického chování v afghánském tržním prostředí.

## Priority a projekty

### Bezpečnost
Jakýkoliv rozvoj je možný pouze ve stabilním prostředí. Stabilní bezpečnostní situace v provincii je také základním předpokladem pro odchod koaličních sil z dané země.
PRT se soustředí na spolupráci s národní policií a armádou - organizuje výcvikové kurzy pro příslušníky bezpečnostních složek ve školícím centru sloužícím pro vzdělávání a výcvik například policistů, neboť zejména policie se často potýká s nedostatkem výcviku a vybavení: výcvikové a poradní jednotky působí pod hlavičkou OMLT ("omeleta") - Operational Mentor and Liaison Team. Místní bezpečnostní síly typicky cvičí v krátkých cyklech. A protože jsou místní příslušníci často negramotní, tak třeba i pomocí obrázků.

### Zemědělství
Zemědělství často představuje hlavní zdroj obživy pro většinu obyvatel provincie, ačkoli se mohou potýkat s nedostatkem technologií a kvalitních osiv, omezenými zdroji vody, střídáním sucha a povodní, s nedostatkem odborného vzdělávání.
PRT se pak může soustředit na vzdělávání zemědělců a na podporu zemědělské produkce. Ta zahrnuje pomoc rolníkům hlavně tam, kde již existuje dlouhodobý zájem. Rekonstrukční tým například může:
- stavět sklepy pro uchování plodů až do zimy, kdy je prodají s vyšším ziskem.
- podporovat zpracování zemědělských produktů v místě, třeba rekonstrukcemi a výstavbou sběrných center na mléko a dodávky potřebného vybavení k jeho uchovávání a zpracování.

Na projektech PRT spolupracuje s provinčními ministerstvy zemědělství a místními dobrovolnými zemědělskými družstvy (kooperativami) sdružujícími zemědělce stejného zaměření a v tomto sektoru představující obnovující se soukromé podnikání.
V oblasti vzdělávání může PRT organizovat odborné kurzy, přinášet nové plodiny a postupy, jakož i školení v oblastech marketingu.

### Vodní zdroje
Problémem mohou být rychlá střídání sucha a povodní i nedostatečná osvěta o tom, jak správně s vodou nakládat. V neposlední řadě často provinčním vládám chybí prostředky na rekonstrukce jezů, ochranných zdí a dalších potřebných vodních staveb. Prioritou PRT pak jsou menší projekty zaměřené na udržitelné dodávky vody do konkrétních komunit a protipovodňová opatření, stavby jezů, opravy akvaduktů a zavlažovacích kanálů.

### Dobré vládnutí
PRT staví nová samosprávní centra, například radnice a policejní stanice, soudy a vězení, a zvyšuje bezpečnost těch stávajících. Civilní experti PRT poskytují mentoring zodpovědným úředníkům, vybavení a školení.

### Nezávislá média
Pro oblasti s vysokou negramotností je pro většinu lidí hlavním zdrojem informací rozhlas, místní rádia tedy mají velký význam pro posilování občanské společnosti. Rozhled a vzdělání místních novinářů se často omezuje na hranice okresu, v lepším případě provincie. Možnost jejich novinářského vzdělávání je tedy podstatná. PRT podporují místní média především v oblasti zvyšování profesních kapacit novinářů: Poskytují materiální podporu rádiím. Ve spolupráci s místními rádii také připravují osvětové kampaně.

## Rozpočet PRT
Pro financování každého PRT jsou potřeba milióny dolarů ročně. Financování se zajišťuje typicky rozhodnutím vlády organizující země daného PRT, tedy z jejího státního rozpočtu. Na PRT přispívají i vlády jiných zemí, ačkoli se třeba na PRT samy aktivně ani nepodílí.

## Členové PRT
Vojenské jednotky OMLT se mohou střídat například po šestiměsíčních turnusech, pro civilní obsazení PRT je výhodnější střídání až po roce, z důvodu nutnosti proniknout mezi místní hlouběji.